# Asharq al-Awsat
Asharq al-Awsat (en arabe : الشرق الاوسط, Le Moyen-Orient) est un important quotidien panarabe créé en 1978 à Londres. Avec un tirage de l'ordre de 200 000 exemplaires, il est imprimé simultanément dans 14 villes sur 4 continents.

## Histoire
Le quotidien est fondé à Londres en 1978. Il s’agit alors de l’un des premiers quotidiens de la presse arabe fonctionnant sur un modèle offshore. Il est détenu par une entité privée, Saudi Research and Marketing Group, et dirigé par le prince saoudien Faisal bin Salman. Approuvé par la famille royale et le gouvernement saoudien à sa création, le journal est connu pour sa bienveillance envers le gouvernement saoudien, bien qu’il garde une ligne et une tonalité modérée.
À ses débuts, la direction de l’édition est assurée par Jihad al-Khazen, un habitué de la presse anglophone à Beyrouth et précédemment éditeur du Beirut Daily Star, et également à l’origine du lancement à la même période d'Arab News. De par son implantation à Londres, le quotidien a dès son lancement accès à des sources d’information occidentales et n’est pas soumis aux restrictions gouvernementales saoudiennes.

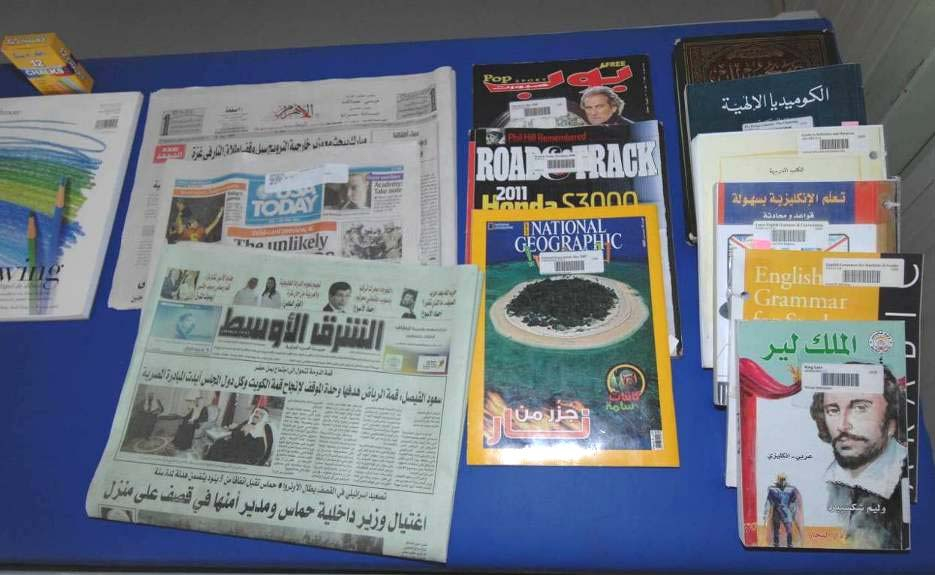
Le quotidien Asharq Al Awsat, exposés avec d'autres journaux et magazines

Depuis 1990, Asharq al-Awsat connaît un succès croissant, étant distribué à la fois au Moyen-Orient (Machrek) et au Maghreb, en particulier au Maroc. Présenté comme « le journal international des Arabes », il couvre à la fois l'actualité arabe et internationale.
Asharq al-Awsat fut le premier quotidien arabe à utiliser la transmission satellitaire pour l'impression simultanée dans plusieurs villes dans le monde. En 1998, il est édité à Londres et imprimé à Djeddah, Riyad, Dhahran, Casablanca, Koweit, Caire, Beyrouth, Marseille, Francfort, Londres et New-York. Il s’agit alors du seul quotidien international distribué en Arabie saoudite.
Le journal possède notamment l'exclusivité pour le monde arabe des articles issus du Washington Post, Los Angeles Times, New York Times et Global Viewpoint.
Asharq al-Awsat est présent sur le web depuis décembre 1995, en arabe, en turc et en anglais. En version papier, il se distingue graphiquement par ses Unes imprimées sur fond vert.

## Direction de la publication
- Jihad Khazen[3]
- Erfan Nizameddine
- 1987-1995 : Othman Al Omeir[4]
- x - 2004 : Abdulrahman Al-Rashed
- 2004 - 2013 : Tariq Alhomayed
- 2013 - 2014 : Adel Al Toraifi[5]
- 2014 - 2016 : Salman Al-Dosary
- Depuis novembre 2016 : Ghassan Charbel[6]